# Kurt Caesar
Kurt Caesar, seudónimo de Kurt Kaiser (Montigny-lès-Metz, Francia, 30 de marzo de 1906 - Bracciano, Italia, 12 de julio de 1974), fue un pintor, periodista y dibujante de cómics italiano. También es conocido como Caesar Away, Jack Away, Avai o Corrado Caesar.

## Biografía
Nacido en Francia de padres alemanes, se mudó con su familia a Berlín.
Estudió ingeniería en la Escuela Politécnica de Leipzig, pero más tarde, arrastrado por su pasión por el dibujo, se trasladó a la Academia de Bellas Artes de Berlín. Su padre quería que fuera cirujano, pero renunció al comprobar el talento artístico y la determinación de su hijo.
Participó en varias disciplinas deportivas, llegando incluso a ejercer boxeador profesional durante un tiempo y logró ganar el título alemán.
Con 19 años trabajó como redactor para la revista Die Kultur, cuya directora, Elfriede Ensle, se convertiría más tarde en su esposa. En 1929, se convirtió en un corresponsal del periódico de Di Zurigo, y colaboró para varias revistas alemanas.
Su profesión y su conocimiento de varios idiomas le llevaron a viajar por toda Europa y Asia. A pesar de todas sus actividades, todavía tuvo tiempo para dibujar y darse a conocer al mundo de los cómics.
Su primera ilustración se publicó en el semanario italiano Risata. El primer personaje que creó, fue Will Sparrow, el pirata del cielo que puede ser considerado con toda razón el primer héroe negativo o malo en la historia del cómic italiano. A continuación, en la revista para jóvenes Il Vittorioso se hizo famoso por su personaje de dibujo Romano el Legionario entre 1938 y 1943, que originalmente fue un héroe de la guerra civil española y, a continuación, combatió en la Segunda Guerra Mundial en todas los ejércitos, desde submarinista a aviador.
Durante la Segunda Guerra Mundial, Caesar estuvo en Marruecos, Libia y España, y, en 1941, una vez más en África como intérprete de Erwin Rommel. Cuando regresó a Italia, residió en Venegono Superiore, en provincia de Varese, y adhirió a la Resistencia italiana. Sin embargo, fue capturado por el ejército británico, a pesar de las declaraciones en su defensa de los partisanos antifascistas; de hecho, en 1948 le fue reconocido el papel de «partisano combatiente».
tras la finalización del conflicto. Aquí volvió a trabajar en Il Vittorioso. De 1952 a febrero de 1959, trabajó en las portadas de la revista Urania (el primer periódico italiano de ciencia ficción) para la cual realizó alrededor de 170 obras ilustradas hasta que fue sustituido por Carlo Jacono.
Caesar pasó a otras populares series de revistas para la misma editorial, Arnoldo Mondadori Editore: I Gialli y Secretísimo. Otras series en las que trabajó incluyen las revistas italianas de ciencia ficción de poco éxito: Más allá del cielo y Crónicas del futuro.
En la década de 1960 se produjo su declive: la muerte de su esposa después de una larga enfermedad le dejó en la ruina. Se encuentra solo con su hijo, y se refugia en la aldea de Bracent (Italia). En esta época, el estilo de ciencia ficción es considerado obsoleto; no obstante, para poder vivir vuelve a entrar en contacto con editores romanos y los editores de Fleetway londinenses (Jet Dixon y Jack Logan entre otros).
También se le encargó desde Alemania que realizara las portadas de la serie Perry Rhodan, una saga espacial muy larga traducida a todos los idiomas.
Murió en su casa de Bracciano por un infarto en 1974.